# Operacja Tofet
Operacja Tofet (hebr. ‏מִבְצָע תופת‎, Miwca Tofet) znana też jako bitwa pod Al-Karamą (hebr. ‏קרב כַרָאמַה‎, kraw Karama, arab. ‏معركة الكرامة‎) – starcie Sił Obronnych Izraela z armią Jordanii, Al-Fatahem, Ludowym Frontem Wyzwolenia Palestyny (LFWP) i Armią Wyzwolenia Palestyny (AWP), które miało miejsce 21 marca 1968 roku w trakcie wojny na wyczerpanie, pod Al-Karamą, na terytorium Jordanii. Izraelski atak był odwetem za wysadzenie szkolnego autobusu na północ od Ejlatu, koło Be’er Ory. Celem operacji miała być likwidacja baz Fatahu i AWP, które według izraelskiego wywiadu, miały znajdować się w mieście Karama i w jego okolicach.
W dniu ataku izraelskie siły uderzeniowe zaczęły nacierać w kierunku Al-Karamy w dwóch kolumnach. Podmokłe pola i obszary zalewowe spowolniły tempo natarcia izraelskich jednostek pancernych i zmechanizowanych. Przez cały dzień pomiędzy siłami pancernymi dochodziło do starć wokół miasta. Około godziny 07.00 do miasta wkroczyli spadochroniarze, żeby w ciągu godziny zająć je. Jednak palestyńscy bojownicy stawiali opór siłom desantowym, co zmusiło Izraelczyków do opuszczenia Al-Karamy. Po 15 godzinach walk Cahal wycofał się z terytorium Jordanii. Obie strony poniosły ciężkie straty.
Równolegle do operacji Tofet przeprowadzono operację Asuta (hebr. ‏מִבְצָע אסותא‎, Miwca Asuta), która również wymierzona była przeciwko bazom Fatahu, tyle że zlokalizowanym na południe od Morza Martwego w okolicach Gawr as-Safi. Operacja ta przebiegła sprawniej niż atak na Al-Karamę, a siły uderzeniowe wykonały założone cele bez strat.
Obie strony ogłosiły realizację celów. Strona arabska uznała bitwę za zwycięstwo nad izraelską agresywną polityką, a dla Palestyńczyków było to zwycięstwo sił nieregularnych nad regularną armią . Izraelczycy również uznali obie operacje za sukces, jednak zwrócono uwagę na błędy w planowaniu i przeprowadzeniu ataku. Izraelscy wojskowi uznali, że wartość osiągniętych celów jest niewspółmierna do poniesionych strat .
Operacja Tofet została potępiona przez społeczność międzynarodową. 24 marca 1968 roku Rada Bezpieczeństwa ONZ wydała Rezolucję nr 248, w której potępiła Izrael za przeprowadzenie ataku i złamanie poprzednich rezolucji związanych z nakazem zawieszenia ognia w regionie.

## Tło wydarzeń

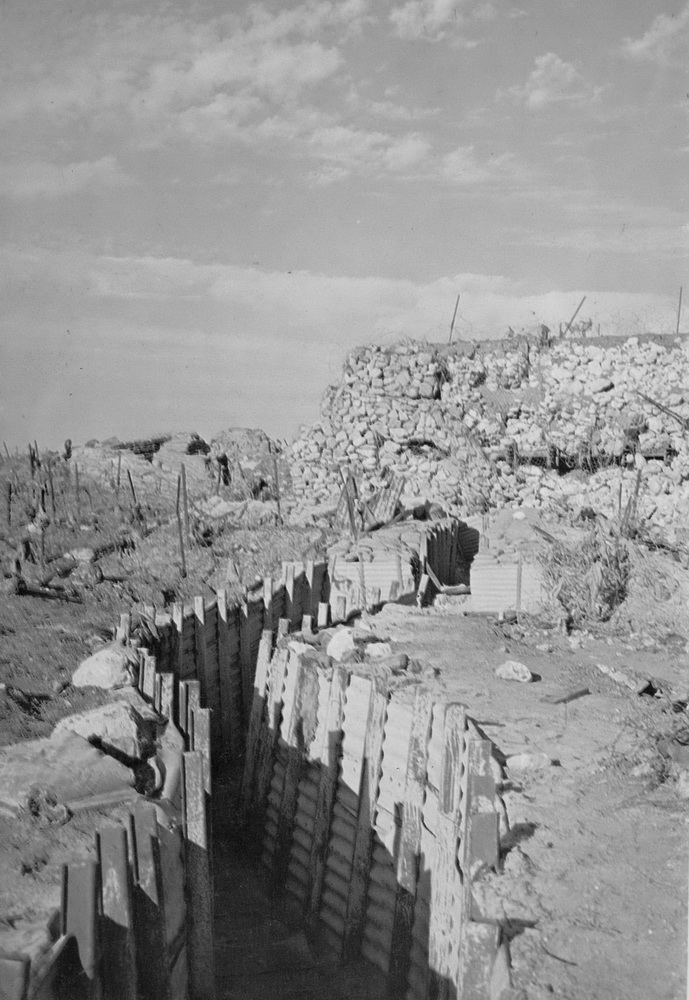
Izraelska linia Bar-Lewa wzdłuż wschodniego wybrzeża Kanału Sueskiego

Koniec wojny sześciodniowej w 1967 roku nie stanowił zakończenia konfliktu arabsko-izraelskiego. Państwa arabskie nie mogły się pogodzić ze zwycięstwem Izraela oraz ze wzrostem jego pozycji w regionie. We wrześniu 1967 roku odbyła się konferencja w Chartumie, na której do głosu doszli zwolennicy prowadzenia zdecydowanej polityki wobec Izraela. Uznali, że nie można prowadzić żadnych negocjacji i rozmów pokojowych z politykami izraelskimi. Egipcjanie nie pogodzili się ze stratą Synaju, a Izrael nie akceptował postanowień Rezolucji Rady Bezpieczeństwa ONZ nr 242 nakazującej mu zwrot zdobytych terytoriów. W wyniku napięć politycznych doszło początkowo do pojedynczych, później regularnych, ostrzałów pozycji jednej i drugiej strony nad Kanałem Sueskim. Toczący się od 1967 do 1970 roku konflikt nazwany został wojną na wyczerpanie. Gamal Abdel Naser wierzył, że przedłużający się zatarg doprowadzi do osłabienia Izraela. W trakcie konfliktu dochodziło do operacji desantowych, naruszeń przestrzeni powietrznych, ostrzałów i wypadów komandosów na tyły wroga. Egipt chciał przez to utrzymać zainteresowanie międzynarodowe sytuacją nad Kanałem Sueskim i zyskać sojuszników. Naser otrzymał szeroką pomoc wojskową ze Związku Radzieckiego. Z kolei Izrael nie chciał pokazać słabości i wycofać się z pozycji na zachodzie Synaju mimo strat wśród żołnierzy stacjonujących na linii Bar-Lewa. Obszar walk w trakcie wojny na wyczerpanie był również poligonem doświadczalnym dla nowego sprzętu amerykańskiego i radzieckiego.

### Front jordański
W latach 1968–1969, w związku z impasem działań na linii Bar-Lewa, Jordania zdecydowała podjąć działania przygraniczne przeciw Izraelowi. W operacjach tych brały udział także organizacje palestyńskie oraz stacjonująca w Jordanii armia iracka. Do ataków dochodziło w Dolinie Bet Sze’an oraz Dolinie Jordanu. Ich celem było związanie sił izraelskich na dwóch frontach: południowym – egipskim, i wschodnim – syryjsko-jordańskim. Wobec tego zagrożenia armia izraelska podjęła działania fortyfikacyjne na granicach z Egiptem i Jordanią. Dodatkowym założeniem ataków za strony Jordanii było zmobilizowanie społeczności arabskiej zamieszkującej Zachodni Brzeg do działań przeciw Izraelowi. Ponadto rząd Jordanii wspierał ataki palestyńskich organizacji takich jak Fatah, LFWP, czy OWP w działaniach partyzanckich przy granicy z Izraelem.

## Przyczyna operacji i przygotowania

### Wysadzenie autobusu
18 marca 1968 roku na drodze do Ejlatu, kilometr od miejscowości Be’er Ora, wjechał na minę autobus szkolny z uczniami Gimnazjum Herclija w Tel Awiwie, którzy byli w trakcie wycieczki po Dolinie Arawa. W wyniku wybuchu zginęły dwie osoby, a dwadzieścia osiem zostało rannych. Premier Lewi Eszkol i Minister Obrony Izraela Mosze Dajan zapowiedzieli, że Izrael nie będzie tolerować działalności organizacji terrorystycznych na swoim terytorium oraz faktu, że są one wspierane przez rząd jordański. Na specjalnej konferencji Dajan podał, że w 1968 roku, od 16 lutego do 18 marca, terroryści przeprowadzili 37 ataków, w których zginęło 6 Izraelczyków, a 60 zostało rannych. W tym czasie zabito 50 terrorystów.
Po 18 marca Sztab Generalny Sił Obronnych Izraela rozpoczął prace nad planem dwóch równoległych ataków odwetowych w rejonach Al-Karamy i Gawr as-Safi. Za pierwszy miało odpowiadać Dowództwo Centralne, a za drugi Dowództwo Południowe. W założeniu miały być to dwie największe operacje Cahalu od czasów wojny sześciodniowej. Według współczesnych doniesień atak na bazy Fatahu był planowany już wcześniej, dopiero wysadzenie autobusu sprawiło, że przyspieszono prace nad wdrożeniem planu . Potwierdzeniem tego może być spotkanie przedstawicieli wywiadu jordańskiego z Jasirem Arafatem i Salahem Chalafem zorganizowane już 10 marca. Jordańczycy mieli poinformować przywódców palestyńskich o tym, iż CIA przekazała Jordanii informacje o planowanym izraelskim ataku na siły Fatahu. 18 marca doszło do kolejnego spotkania przedstawicieli palestyńskich z dowództwem jordańskim. Poinformowali oni wojskowych, że nie zamierzają się wycofać z Al-Karamy. Dowódcy armii jordańskiej nie przyjęli tej decyzji z zadowoleniem, ale postanowili przesunąć jednostki wojskowe na wyższe pozycje. Źródła jordańskie również podają, iż wcześniej wiedziały o izraelskich manewrach na Zachodnim Brzegu, które były przygotowaniem do ataku na Jordanię, zajęcia wzgórz w mufahazie Balka i ruszenia w stronę Ammanu, aby zmusić Jordanię do podpisania traktatu pokojowego na izraelskich warunkach. Informacje te miały dotrzeć do sztabu armii 14 marca. Co więcej, Izraelczycy wg źródeł jordańskich mieli dążyć do zajęcia części terytorium Jordanii. Celem ataku miało być ponadto porwanie lub zabicie Arafata.

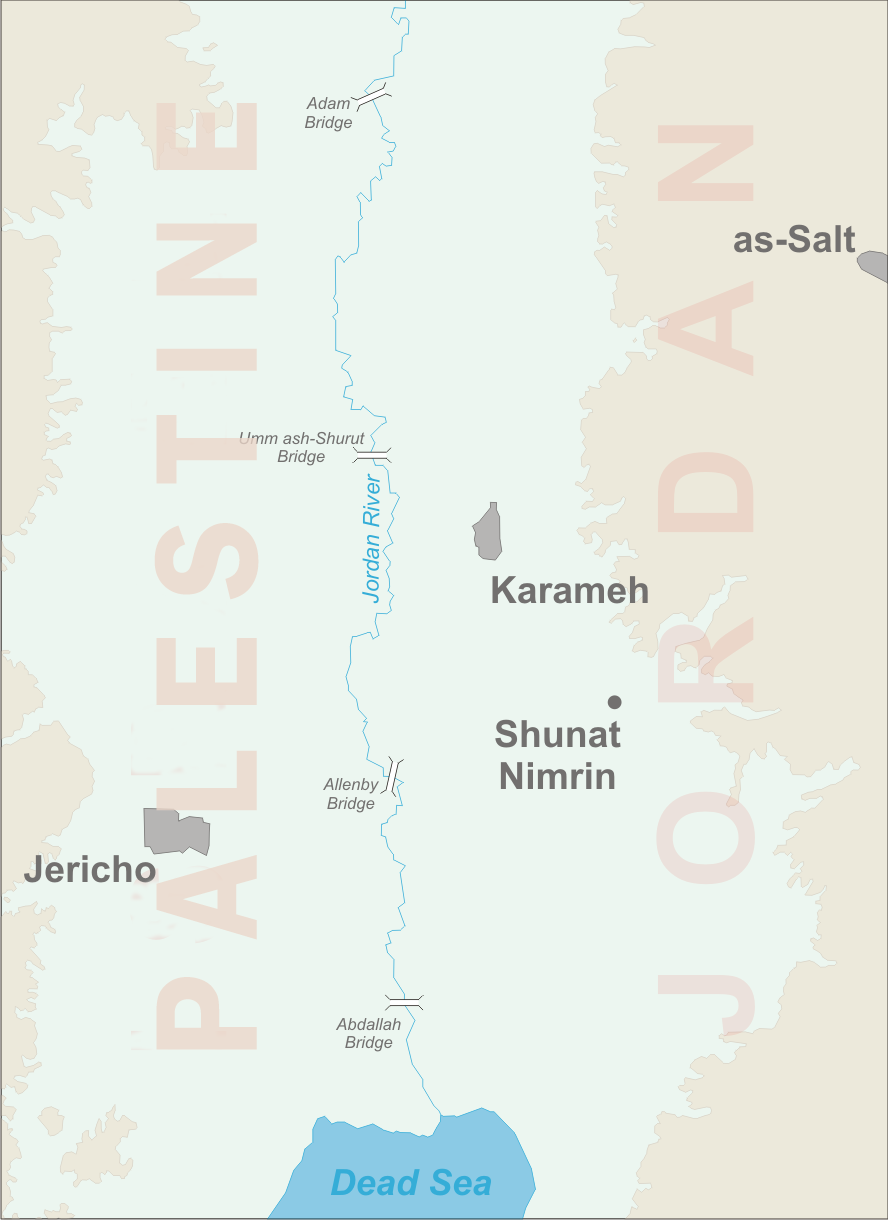
Położenie Al-Karamy na mapie

### Obszar działań
Al-Karama stała się celem ze względu na informacje o tym, iż w mieście i okolicy miały znajdować się bazy organizacji palestyńskich. Miasto leży 4 km na wschód od Jordanu i 5 km na północ od drogi prowadzącej od mostu Allenby’ego przez miasto Szunat Nimrin na wschód. Samo miasto miało być bazą dla LFWP i Fatahu. Miały się tam znajdować składy broni, obozy szkoleniowe i siedziby dowództw. Sytuacja ta wynikała z faktu, iż po wojnie sześciodniowej wielu palestyńskich uchodźców z Zachodniego Brzegu wybrało właśnie to miejsce na osiedlenie się, co sprzyjało rekrutacji. W mieście miało mieszkać 20 000 osób, jednak w dniu operacji liczbę mieszkańców szacowano na 900 osób. Al-Karama była uznawana za bazę wypadową dla palestyńskich bojowników, którzy przeprowadzali ataki na Zachodnim Brzegu przy wsparciu armii jordańskiej . Informacje o Al-Karamie izraelski wywiad uzyskał od byłego członka Fatahu, którego oddział stacjonował kiedyś w mieście .
Obszar operacji Tofet miał kształt elipsy, a szerokość pomiędzy terytorium pod izraelską kontrolą a Al-Karamą wynosiła 5–6 km. Trudnością też było to, że atak miał odbywać się w Dolinie Jordanu, której zachodnią krawędzią był Jordan oraz wzgórza Judei i Samarii. Ze wschodu dolina zamknięta była masywem Dżabal asz-Szara. Był to także obszar rolniczy, poprzecinany rowami melioracyjnymi, strumieniami i rzekami okresowymi, które wzbierają pod koniec zimy po opadach. Kolejnym utrudnieniem była flora, na którą składały się różnej wysokości krzaki i drzewa, uniemożliwiające manewry i sprzyjające zasadzkom. Dodatkowo w okolicy znajdowały się plantacje bananowców. Warunki terenowe tworzyły zatem trudny teren dla operowania sił pancernych i zmechanizowanych, który wymagał dodatkowego zaangażowania Korpusu Inżynieryjnego.

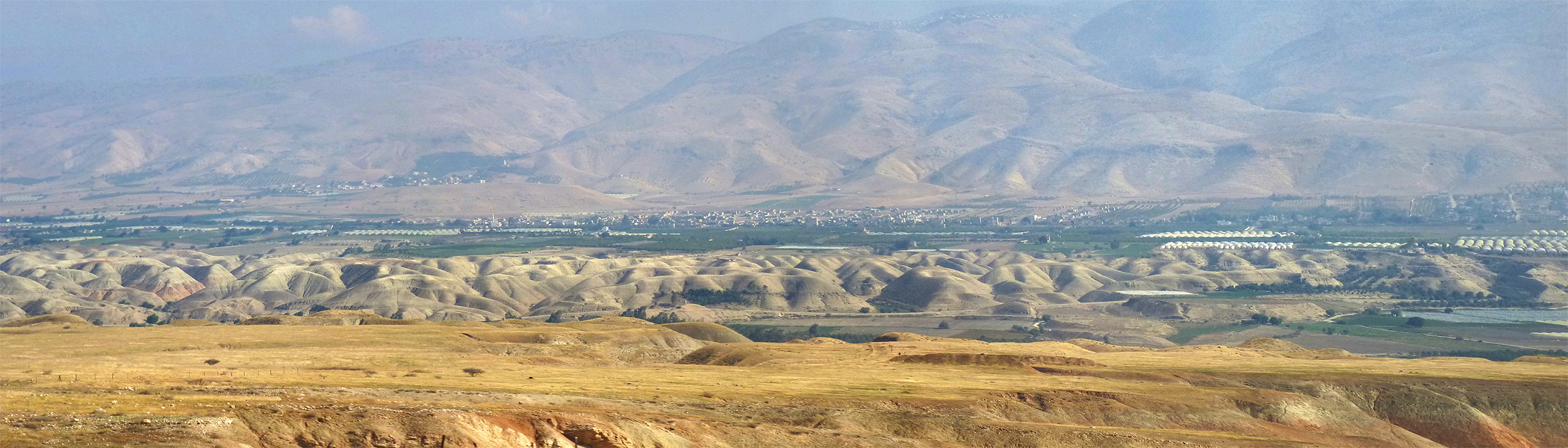
Widok na Dolinę Jordanu z Zachodniego Brzegu po wzgórza Jordanii

### Siły obu stron

#### Izrael

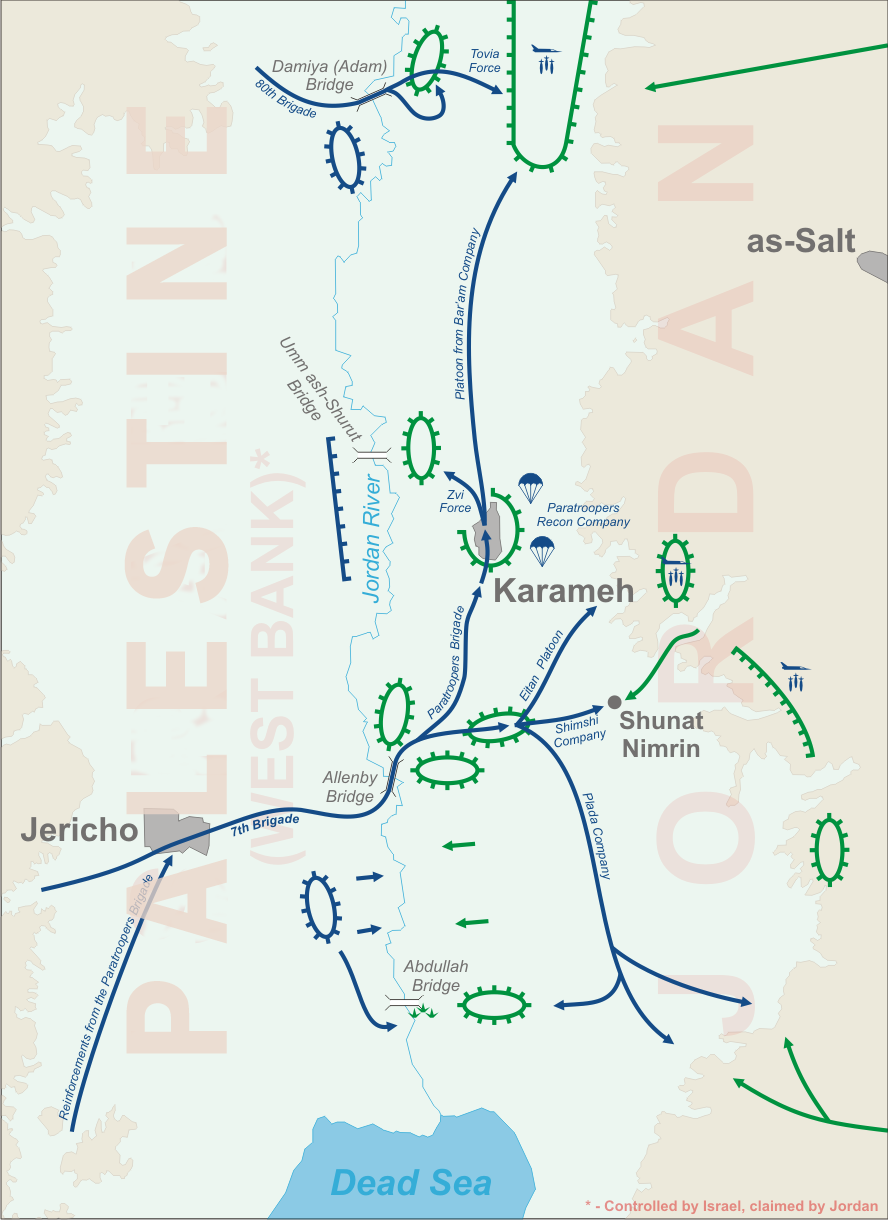
Plan ataku na Al-Karamę. Kolor niebieski symbolizuje siły izraelskie, zielony kolor to siły arabskie

Do operacji wyznaczono następujące siły (ok. 15 000 żołnierzy), którym jednocześnie przyporządkowano zadania i obszary natarcia:

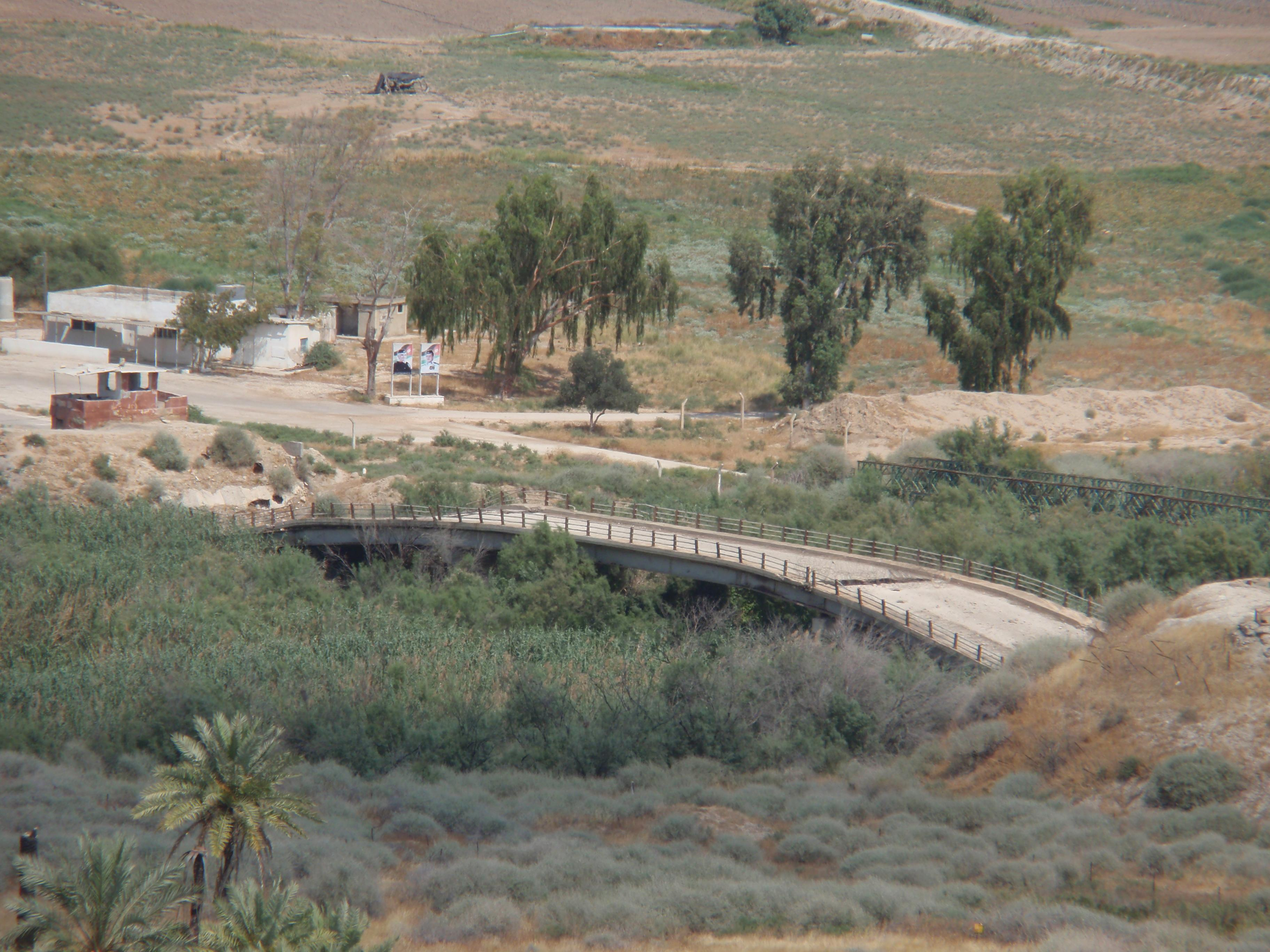
Most Damija współcześnie

- 80 Brygada Pancerna pod dowództwem pułkownika Rafa’ela Ejtana. Formacja miała przekroczyć most Damija i zająć pozycje przy drodze prowadzącej do Al-Karamy z północy, izolując Al-Karamę i okolice od północy i ochraniając wojska inżynieryjne, budujące most przez Jordan w okolicy mostu Damija. Na czas operacji jej siły zostały wzmocnione 268 Batalionem Pancernym, z 60 Brygady Pancernej, pod dowództwem podpułkownika Tuwji Rawiwa w sile 13 czołgów M51 Isherman i trzech Szotów, jednostką zwiadu 35 Brygady Spadochronowej na pojazdach półgąsienicowych i lekkich samochodach pancernych Panhard AML, jednostką Korpusu Inżynieryjnego również z pojazdami półgąsienicowymi oraz trzema drużynami przeciwpancernymi z pociskami Nord SS.11[32][33],
- 7 Brygada Pancerna pod dowództwem pułkownika Szmu’ela Gonena. Jej siły miały wkroczyć na terytorium Jordanii przez most Allenby’ego, na południe od Al-Karamy, i zająć skrzyżowanie dróg w Szunat Nimrin. W skład formacji miały wchodzić dwa pomniejszone bataliony pancerne pod dowództwem podpułkowników Awrahama Rotema (11 czołgów) i Aharona Peleda (11 czołgów). Dodatkowo do brygady przydzielono kompanię 4 czołgów kapitana Aharona Stolera. Pod dowództwem Gonena miało znaleźć się 40 czołgów i 5 pojazdów półgąsienicowych (w tym dowódcy i obserwatora artyleryjskiego). Ponadto 3 brygady pancerne pozostały na Zachodnim Brzegu w formie wsparcia przy mostach Króla Abdullaha, Allenby’ego i Mu’atam[34][35],
- 35 Brygada Spadochronowa pod dowództwem pułkownika Daniego Mata. Jej zadaniem było zniszczenie baz, składów broni i obiektów organizacji palestyńskich w Al-Karamie, przeszukanie miasta i wzięcie do niewoli bojowników. W skład formacji wchodziły trzy bataliony spadochroniarzy na 53 pojazdach półgąsienicowych, batalion Brygady Nachal, kompania inżynieryjna, jednostka zwiadu brygady pod dowództwem kapitana Mattana Wilnaja w ośmiu śmigłowcach S-58 i dwóch śmigłowcach Super Frelon. Dodatkowe zadanie powierzono jednostce zwiadu brygady, a mianowicie było nim odcięcie drogi odwrotu na wschód bojownikom palestyńskim oraz zorganizowanie zasadzek przeciwko siłom nadciągającym ze wschodu do miasta. Brygada została wzmocniona pomniejszonym batalionem pancernym (7 czołgów). Łącznie siły brygady składały się z 70 pojazdów półgąsienicowych, 7 czołgów i ok. 800 żołnierzy[36].
- Korpus Artylerii miał zapewnić wsparcie operującym siłom przy pomocy batalionu dział samobieżnych 155 mm, dwóch baterii moździerzy 120 mm, batalionu dział 25-funtowych. Kierowanie ogniem miały zapewnić trzy lekkie samoloty[33][36][34],
- Korpus Inżynieryjny miał za zadanie zbudować trzy mosty, które miały wesprzeć przerzut sił z Zachodniego Brzegu na terytorium Jordanii. Dwa mosty miały powstać w okolicach mostu Damija, a jeden w okolicy mostu Króla Abdullaha[36],
- Siły Powietrzne Izraela miały przetransportować spadochroniarzy na wschód od Al-Karamy, rozrzucić ulotki nad miastem oraz zapewnić wsparcie walczącym siłom[37].

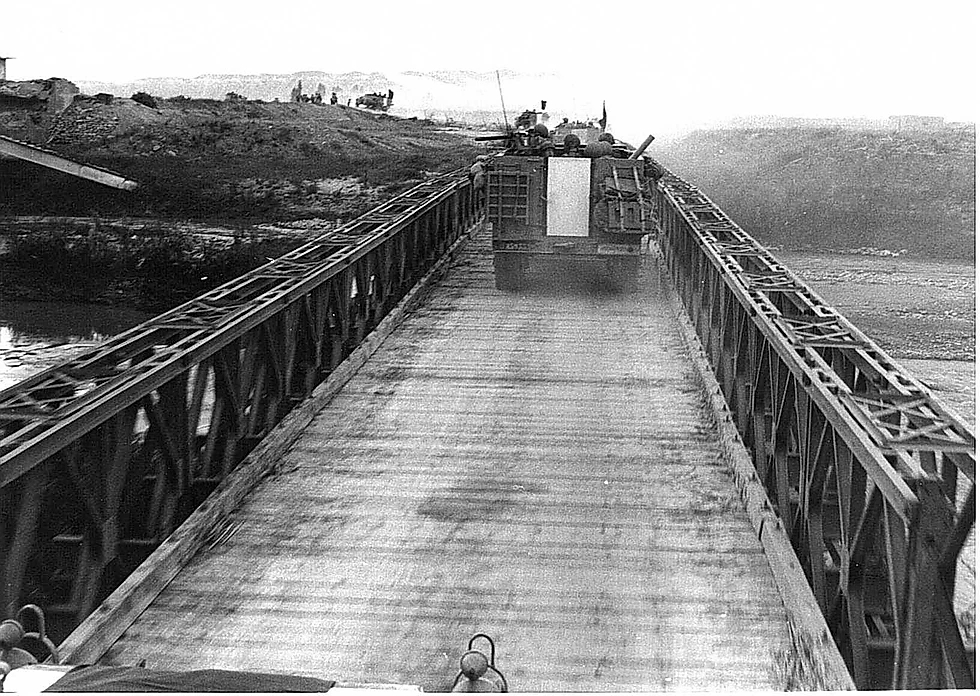
Izraelczycy przekraczają most Damija

Ustalono, że operacja rozpocznie się o 05.30 od ataku 7 Brygady Pancernej. O 05.45 miał rozpocząć się transport spadochroniarzy na wschód od Al-Karamy. Z kolei o 06.00 nad miasto miał przylecieć samolot, który miał zrzucić ulotki nawołujące bojowników do poddania się.

#### Siły arabskie
Źródła izraelskie nie podają jednolitej liczby bojowników AWP, Fatahu i LFWP, którzy mieli być w Al-Karamie. Gazety „Al ha-Miszmar” i „Dawar”, dzień po ataku, podały, że miało ich być od 200 do 300. Czasopismo „Ma’arachot” podało, że w dzień ataku w mieście miało być 900 bojowników. Mieli oni mieć do dyspozycji granatniki przeciwpancerne RPG-2 i RPG-7, działa bezodrzutowe 84 mm i moździerze 82 mm i 120 mm. Analizy wykonane na podstawie raportów z pola bitwy oszacowały, że liczba bojowników mogła wynosić ok. 2000 osób.
W okolicy Al-Karamy stacjonowała jordańska 1 Dywizja Piechoty pod dowództwem generała majora Maszura Hadisy, która składała się z 3 brygad piechoty, brygady pancernej, brygady zmechanizowanej, batalionu pancernego, 3 batalionów ciężkiej artylerii, batalionu inżynieryjnego i batalionu obrony przeciwlotniczej. Łącznie, na stanie dywizji znajdowało się 105 czołgów (M47 Patton i M48 Patton), 54 armaty 25-funtowe, 18 samobieżnych haubic M52 kal. 105 mm, 8 dział Long Tom kal. 155 mm, 8 dział kal. 203 mm, 18 moździerzy kal. 107 mm i 24 wozy bojowe. Ponadto na wzgórzach na wschód od Al-Karamy stacjonowały siły rezerwowe składające się z oddziałów 60 Brygady Pancernej. Ich użycie mogło nastąpić dopiero po decyzji dowództwa. W skład brygady wchodziły dwie kompanie pancerne, kompania zmechanizowana, bateria samobieżnych haubic M52 kal. 105 mm i pluton inżynieryjny.
W Al-Karamie miał znajdować się również oddział 141 egipskich komandosów, którzy po wojnie sześciodniowej zostali przetransportowani do Syrii, a później do Jordanii.
W pobliżu Al-Karamy miały znajdować się również oddziały armii irackiej .

## Przebieg
Operacja Tofet miała rozpocząć się 21 marca o godzinie 05.30, jednak problemy ze skoordynowaniem sił oraz duże zachmurzenie spowodowały opóźnienia w rozpoczęciu natarcia i starcie śmigłowców. Mimo to samoloty, które miały rozrzucić ulotki wzywające cywilów do ucieczki, a bojowników do poddania się, wystartowały zgodnie z planem, co według pułkownika Mata dało Palestyńczykom 23 minuty do przygotowania się . O godzinie 05:35 w stronę mostu Allenby’ego ruszyły siły pod dowództwem pułkownika Gonena. Żołnierze jordańscy ochraniający most byli zaskoczeni pojawieniem się wojsk izraelskich, co sprawiło, że 7 Brygada uchwyciła niewysadzony most. Zniszczono moździerze oraz 6 dział bezodrzutowych. Ci, którzy przeżyli, uciekli w stronę Szunat Nimrin. Wraz z brygadą most przekroczył bataliony pancerne podpułkownika Rotema, podpułkownika Peleda i kompania kapitana Stolera.

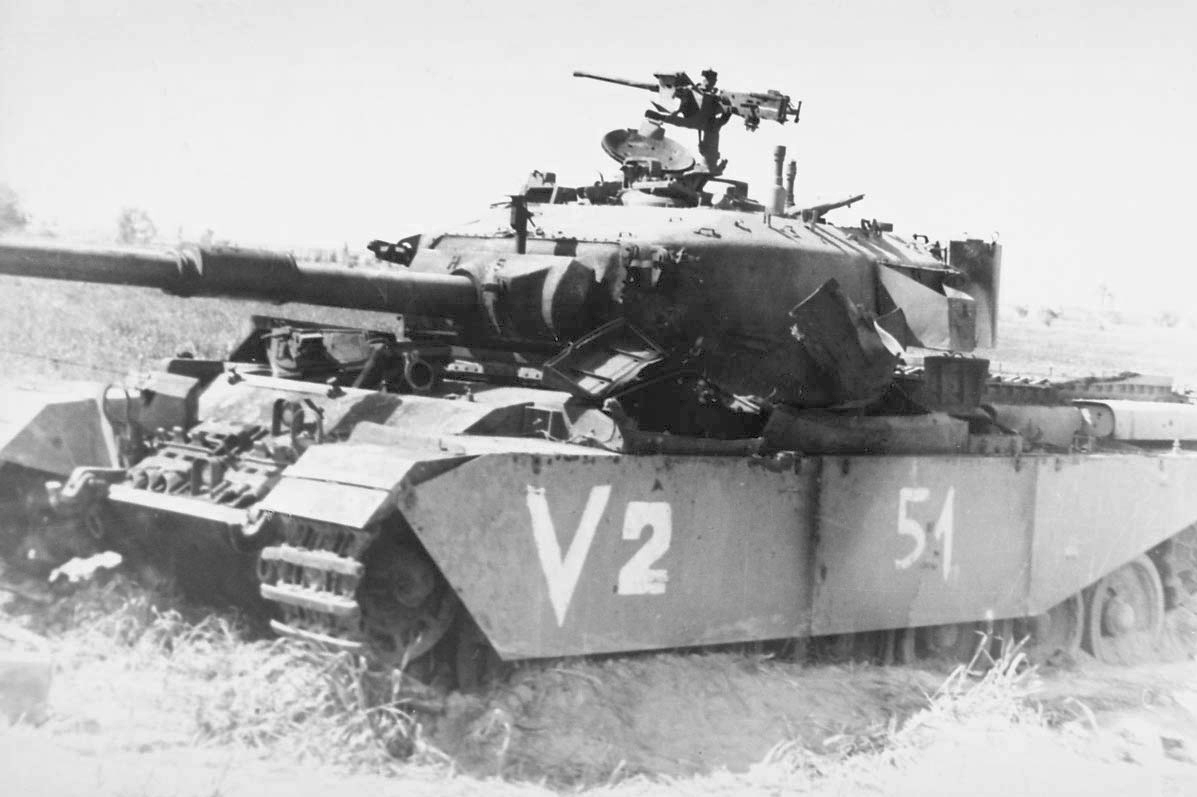
Zniszczony izraelski Szot

Siły Peleda, zgodnie z planem, po przekroczeniu mostu skierowały się przez pola i drogi w kierunku Al-Kafrajin żeby zablokować główną drogę, która prowadziła z Ammanu na zachód kraju. Po drodze Izraelczycy ostrzelali i zniszczyli czołg i samochody z działami bezodrzutowymi. O godzinie 07:11 oddział został ostrzelany ponownie, jeden z czołgów izraelskich otrzymał trzy bezpośrednie trafienia. Peled postanowił o podzieleniu oddziału, część czołgów pozostała, aby kontynuować wymianę ognia z Jordańczykami na wschodzie w Al-Kafrajin, a reszta ruszyła w kierunku skrzyżowania Al-Mazar na południe od Al-Kafrajin, do którego prowadzi główna droga z Na’ur. Na tej pozycji siły Peleda pozostały aż do 16:00, kiedy otrzymały rozkaz wycofania się. Przez ten czas Izraelczycy w tym rejonie byli w środku obszaru, na którym manewrowały siły jordańskie, przemieszczające się w kierunku Al-Karamy.

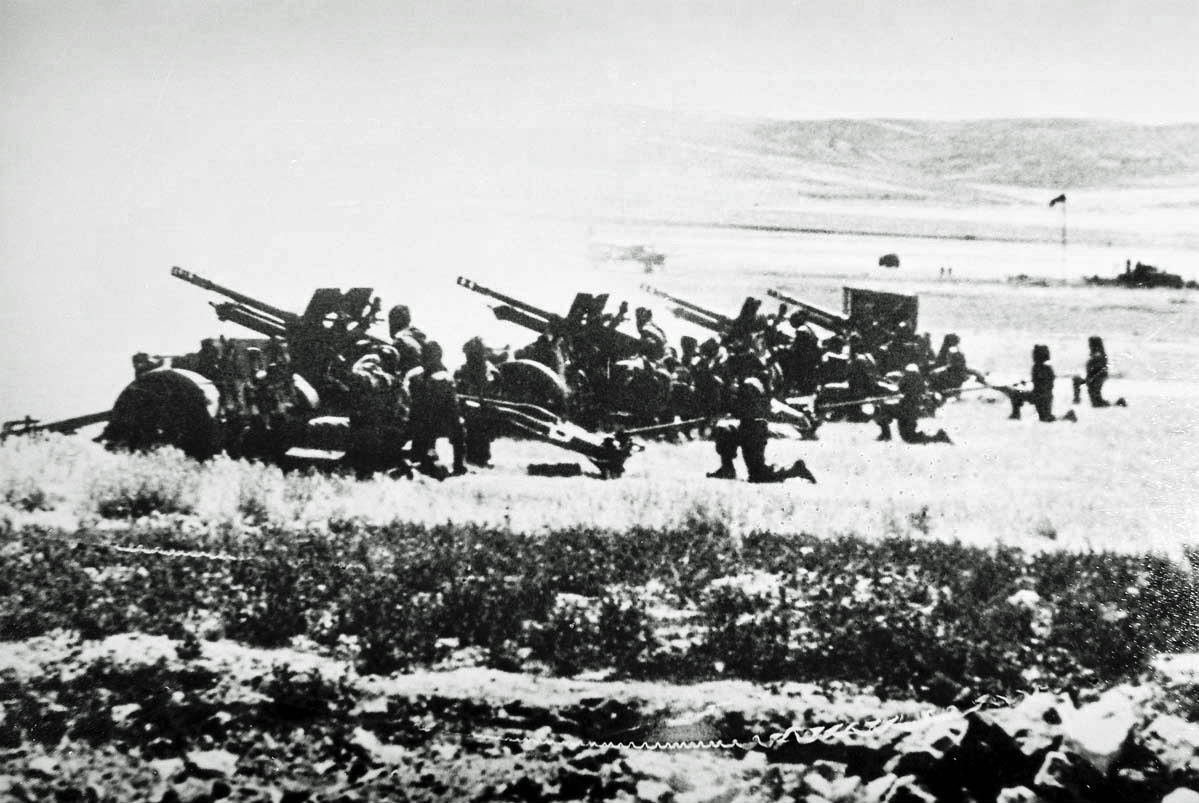
Jordańska artyleria

Batalion Rotema, po przekroczeniu mostu, wyruszył na wschód w stronę Szunat Nimrin. Po dojechaniu na pozycje na Tel Nimrin, siły izraelskie dostały się pod jordański ogień. Zniszczono dwa izraelskie czołgi, uszkodzonych zostało wiele transporterów półgąsienicowych (w tym dowódcy i kierowania ogniem artyleryjskim). Jordańczycy rozpoczęli ostrzał artyleryjski, który dodatkowo wstrzymał siły Rotema. W ramach wsparcia jordańskich sił w Szunat Nimrin przybyły bataliony pancerne z 60 Brygady Pancernej. Od początku oddziały Rotema otrzymywały wsparcie lotnicze, co jednak nie poprawiło sytuacji Izraelczyków w dostateczny sposób, ponieważ w tym rejonie Jordańczycy mieli zgrupowane duże siły. Czołgi Stolera, które były częścią sił uderzeniowych 7 Brygady Pancernej, rozstawiły się na południe od Al-Karamy, wzdłuż drogi do miasta. Działania prowadzone na północ i południe od oddziału skutecznie wiązały siły Palestyńczyków i Jordańczyków. Wobec tego Stoler nie nawiązał kontaktu z żadnymi siłami przeciwnika w ciągu całego dnia.

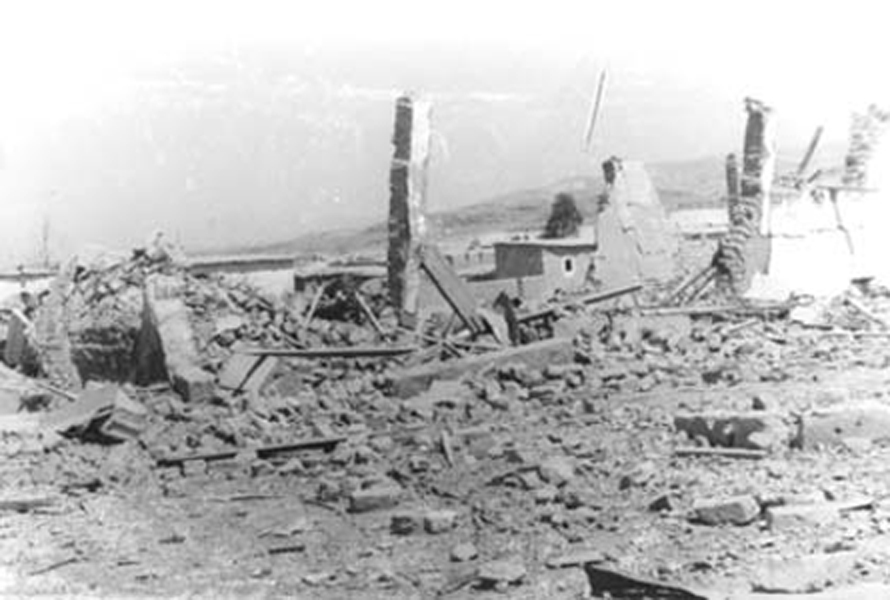
Wysadzone zabudowania w Al-Karamie

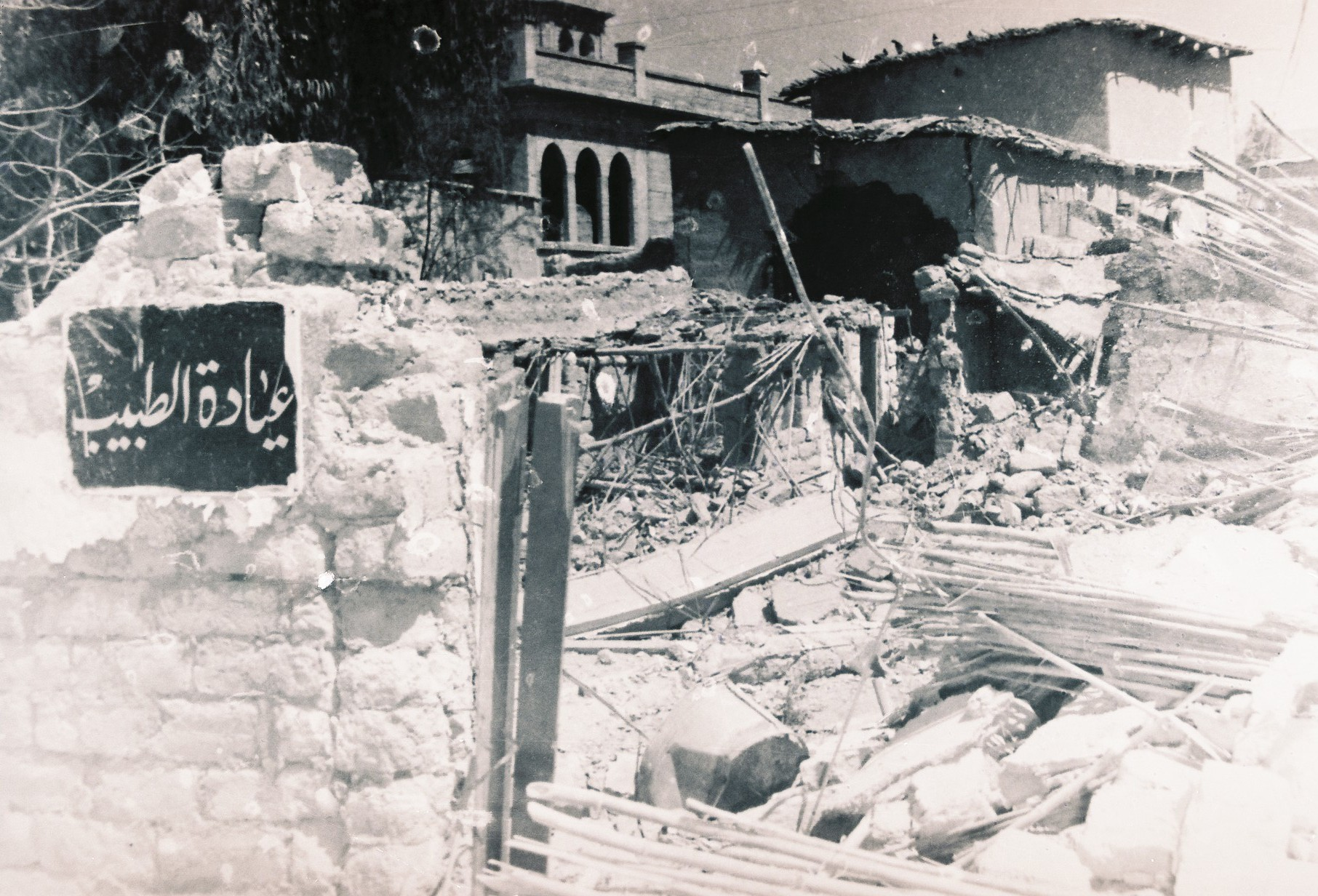
Wysadzone zabudowania w Al-Karamie

Problemy napotkała jednostka zwiadu 35 Brygady Spadochronowej. Opóźnienia związane z dużym zachmurzeniem i brak skoordynowania zrzutu ulotek sprawiły, że po dotarciu spadochroniarzy na wschód od Al-Karamy okazało się, że musieli lądować wśród przygotowanych wcześniej przez bojowników umocnień. Według relacji lądowanie odbywało się pomiędzy oddziałami. Ponadto informacje otrzymane od wywiadu okazały się niekompletne. Zakładano, że większość sił palestyńskich będzie na wzgórzach na wschód od miasta, jednak okazało się, że najwięcej bojowników znajdowało się w mieście. Na wschodzie, pośród wzgórz, znajdowali się uciekający cywile oraz najwyższe dowództwo palestyńskie, w tym Jasir Arafat. O godzinie 11:00 Matan Wilnaj otrzymał rozkaz wycofania się z pozycji do Al-Karamy .
Zaraz po 7 Brygadzie Pancernej wyruszyła do walki 35 Brygada Spadochronowa. Jej siły już o godzinie 01:00 zaczęły się przemieszczać w stronę Jordanii z rejonu Nabi Musa. Szpicę sił spadochroniarzy stanowiły czołgi, za którymi przemieszczali się żołnierze na pojazdach półgąsienicowych. Po przekroczeniu mostu Allenby’ego brygada skierowała się na północ ku Al-Karamie. Jako pierwsze do miasta wjechały czołgi batalionu pancernego, które miały za zadanie przejechać przez nie i zająć pozycje na północ od Al-Karamy. Zadanie to wykonano bez strat własnych. O godzinie 06:56 główne siły brygady wkroczyły do miasta od wschodu i zachodu. Tam dołączyła do nich jednostka zwiadu, która wycofywała się ze wschodu. W mieście trwały walki w ciasnej zabudowie, obie strony wspomagały się granatnikami przeciwpancernymi, moździerzami i ładunkami wybuchowymi. Okazało się, że siły palestyńskie okazały się większe niż przewidywał to wywiad. O godzinie 11:00 spadochroniarze otrzymali rozkaz żeby rozpocząć wyburzanie budynków powiązanych z organizacjami palestyńskimi. Izraelczycy nie zdołali zająć całego miasta. Zaraz po wysadzeniu 175 budynków, spadochroniarze zaczęli opuszczać Al-Karamę. W trakcie walk o miasto zginęło 8 Izraelczyków, rannych zostało 22. Po stronie palestyńskiej zginęło 156 bojowników, 141 zostało wziętych do niewoli. Po stronie jordańskiej zginęło 13 żołnierzy .

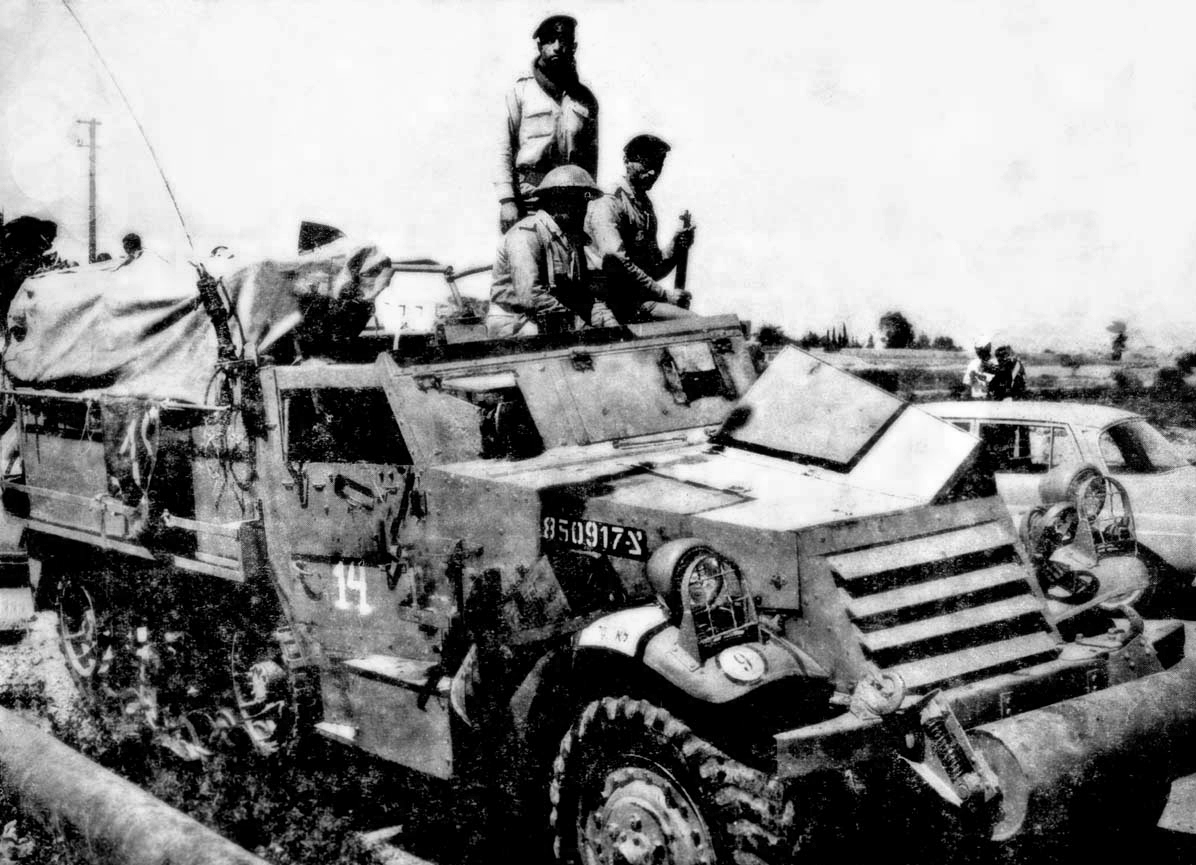
Porzucony izraelski transporter półgąsienicowy

O godzinie 05:55 do operacji przystąpiła 80 Brygada Pancerna. Mimo obaw o szybkie zajęcie nienaruszonego mostu Damija, to cel ten udało się wykonać bez przeszkód. Saperzy rozminowali most, pod osłoną ostrzału artyleryjskiego pozycji jordańskich, i razem z jednostką zwiadu spadochroniarzy zabezpieczyli most. Siły pod dowództwem ppłk Rawiwa skierowały się na południe żeby od południowej strony oflankować umocnienia armii jordańskiej, a potem zająć skrzyżowanie Al-Macri, do którego dochodziła droga z Ammanu. Gdy pojazdy zjechały z drogi asfaltowej okazało się, że obszary poza nią są podmokłe i izraelskie pojazdy zaczęły grzęznąć, w tym czołg dowódcy batalionu. Wobec niemożliwości zajęcia umocnień Ejtan nakazał wykonanie tego rozkazu spadochroniarzom oraz kompanii pancernej z czołgami M51 Isherman. Po dotarciu do celu Izraelczycy nawiązali kontakt ogniowy z przybyłymi na pomoc, w międzyczasie, czołgami jordańskimi. Po krótkiej wymianie ognia udało się zdobyć umocnienia. Ejtan nakazał, by siły Rawiwa pozostawiły zakopane w błocie czołgi i wyruszyły pojazdami półgąsienicowymi w stronę skrzyżowania i je zajęły. Po dotarciu na miejsce, o godzinie 08:00, pojazdy izraelskie zostały ostrzelane. Wiele z transporterów zostało uszkodzonych. Rawiw musiał szukać pod ogniem nieprzyjaciela radia, którym nadałby komunikat z prośbą o pomoc. W międzyczasie do sił brygady dołączyły czołgi, które przejechały przez Al-Karamę i miały ubezpieczać drogę do niej z północy. Do godziny 22:00, czyli do końca operacji. 80 Brygada Pancerna były zajęta wymianą ognia z Jordańczykami i ewakuacją uszkodzonych czołgów oraz transporterów. W ciągu całego dnia brygada straciła 2 żołnierzy, 11 zostało rannych, uszkodzono 7 czołgów i 5 innych pojazdów pancernych.
W trakcie operacji Siły Powietrzne Izraela wykonały 360 lotów bojowych, a śmigłowce 40.

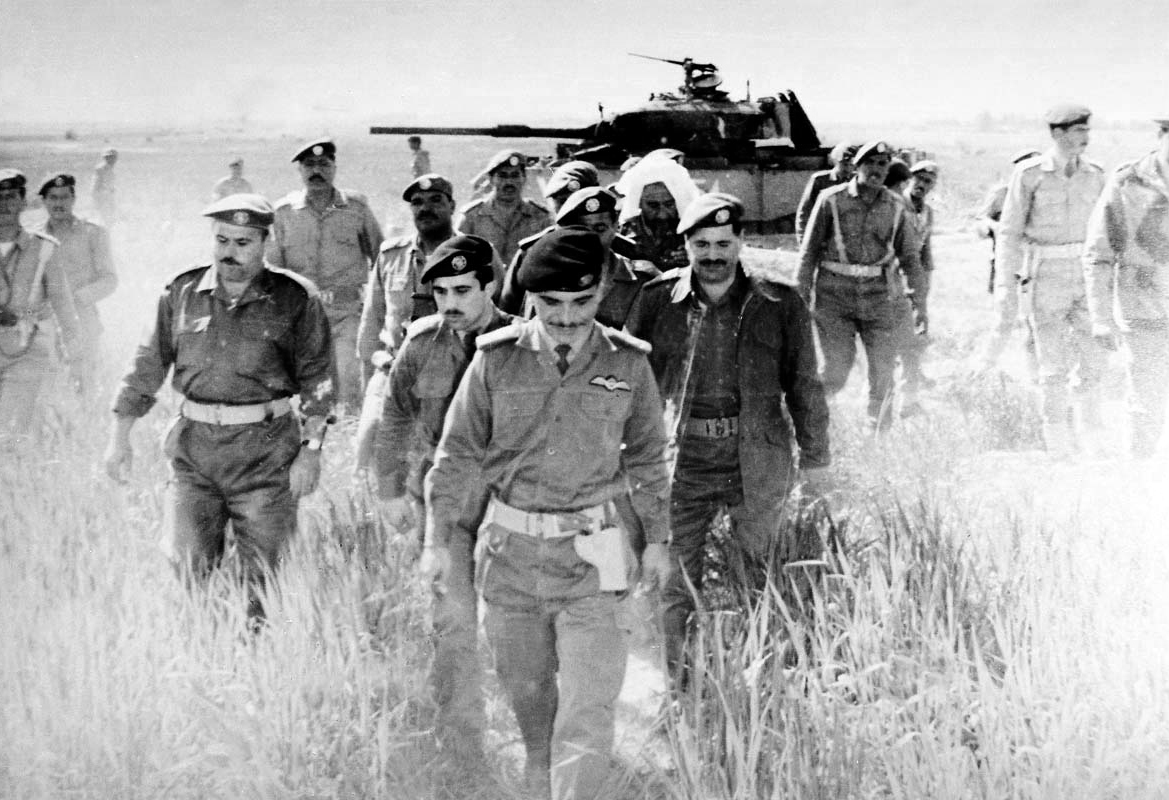
Król Husajn wizytujący pole bitwy

### Poniesione straty
Według czasopisma „Ma’arachot” 84 żołnierzy jordańskich zostało zabitych, zniszczono lub uszkodzono 250 pojazdów (w tym 33 czołgi i 30 transporterów opancerzonych). Zniszczono główną bazę palestyńską i zabito ponad 150 bojowników palestyńskich. Po stronie izraelskiej zginęło 33 żołnierzy, 161 było rannych. Uszkodzono 27 czołgów, w tym 4 pozostawiono na polu bitwy. 12 samolotów zostało uszkodzonych, a dwa zostały zestrzelone.
Herzog podaje, że w bitwie pod Al-Karamą zginęło 40 Jordańczyków. Ponad 200 bojowników palestyńskich zginęło, a 150 dostało się do niewoli. Izraelczycy stracili 28 żołnierzy, 69 zostało rannych. Zniszczonych zostało 4 czołgi i dwa wozy półgąsienicowe. Jeden samolot został zestrzelony.
Morris podał, że 33 Izraelczyków zginęło, 161 zostało rannych. 27 czołgów uszkodzono, a 4 pozostawiono w Jordanii. 2 samoloty zostały zestrzelone, w tym jeden Mirage. Po stronie palestyńskiej zginęło 156 bojowników, 141 dostało się do niewoli. Jordańczycy stracili 84 żołnierzy, 250 było rannych. W Al-Karamie spadochroniarze wysadzili 175 domów.
Landau w „Ma’ariw” podał, że Izraelczycy odnieśli sukces, niszcząc bazę bojowników, 30 czołgów jordańskich i zabijając 100 bojowników.
Ofer w „Dawar” napisał o trzech zniszczonych bazach Palestyńczyków, 30 zniszczonych czołgach armii jordańskiej, 150 zabitych bojownikach. Po stronie izraelskiej było 21 zabitych i 70 rannych.
Gazeta „Al ha-Miszmar” poinformowała, iż w trakcie 12 godzin zniszczono trzy bazy Palestyńczyków. Samych bojowników miało zginąć ponad 150. Paz pisał, że Jordańczycy stracili 30 czołgów. 21 Izraelczyków poległo, a 70 zostało rannych.
Portal Mako podaje, że Izrael stracił 28 żołnierzy, 3 zaginęło, a 90 zostało rannych. Zginęło 79 Jordańczyków i 150 Palestyńczyków .
Źródła arabskie podają, że po stronie Izraela zginęło 250 żołnierzy, a 450 zostało rannych. 88 pojazdów zostało zniszczonych, w tym czołgi i transportery. 7 samolotów zostało zestrzelonych. Straty arabskie zostały potraktowane całościowo, podano 86 zabitych i 108 rannych, 13 zniszczonych czołgów i 39 pojazdów opancerzonych.

## Działania równoległe – operacja Asuta
Równolegle do operacji Tofet Dowództwo Południowe przeprowadziło operację Asuta na południowy wschód od Morza Martwego. Celem były wsie: Feifa, Gawr as-Safi i okolice Wadi al-Chanzira. W operacji wziął udział dwa bataliony pancerne z 401 Brygady Pancernej i batalion piechoty. O godzinie 05:30 na wzgórzach w obszarze operacji dokonano desantu komandosów Sajjeret Szaked – jednostki zwiadu Dowództwa Południowego. Następnie granicę przekroczyły jednostki pancerne. Do godziny 10:40 wszystkie siły były na wyznaczonych pozycjach. W trakcie operacji wysadzono 3 posterunki policji, zniszczono 2 obozy bojowników palestyńskich i wysadzono 11 domów. Źródła nie są zgodne co do ofiar po stronie jordańsko-palestyńskiej. Izraelczycy nie ponieśli strat. Strona Sił Powietrznych Izraela podaje ok. 50 bojowników. Mas podał 20 bojowników i 20 żołnierzy jordańskich. Z kolei strona miasta Petach Tikwa podała łączną liczbę 74 zabitych po stronie jordańsko-palestyńskiej. O godzinie 11:00 wydano rozkaz wycofania się z terytorium Jordanii.

## Następstwa

### Reakcje państw arabskich

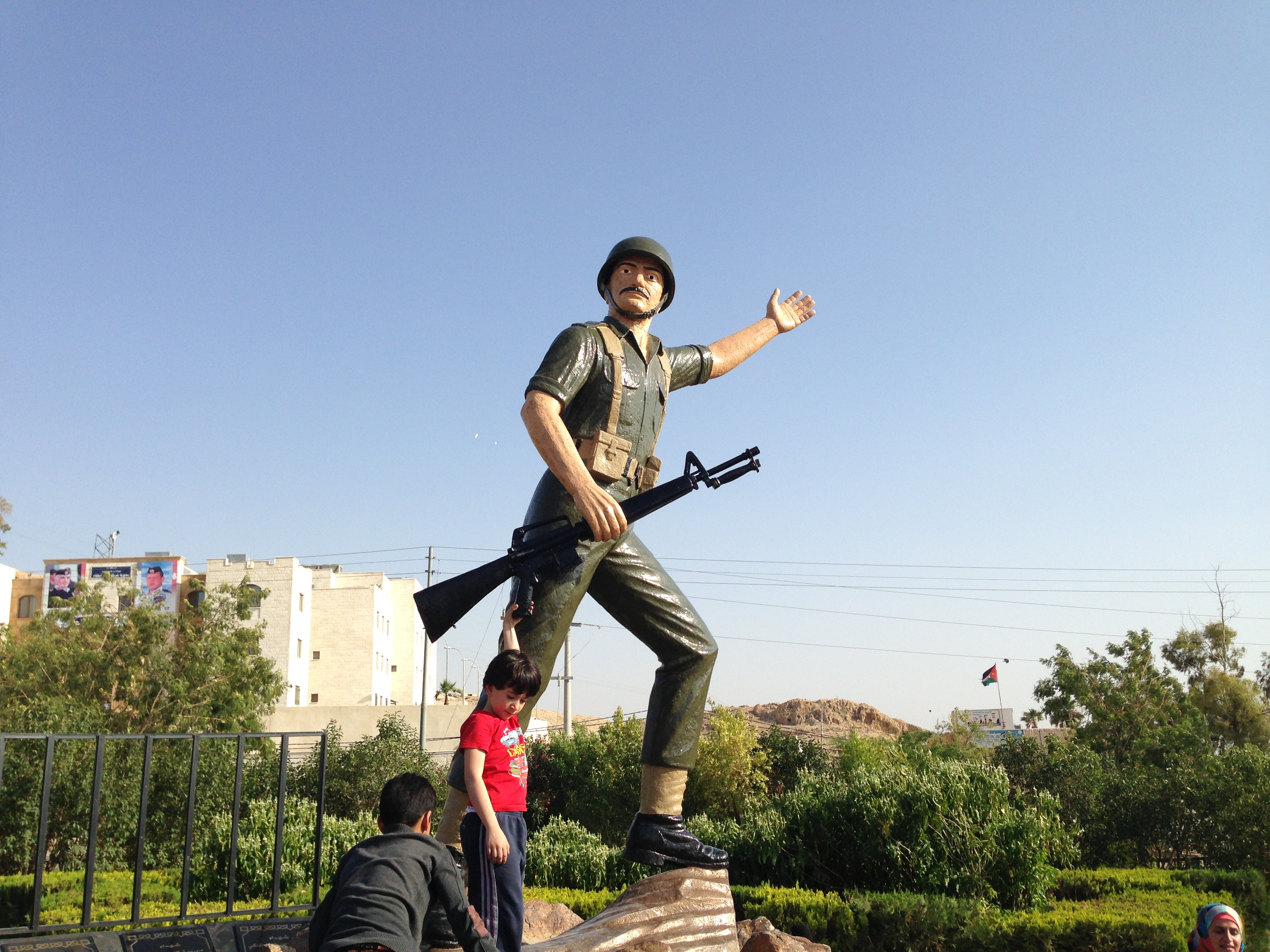
Pomnik Nieznanego Żołnierza upamiętniający bitwę

Zaraz po bitwie Egipt potępił atak izraelski. Pochwalił armię Jordanii za „złamanie” ataku Izraela. Minister Spraw Zagranicznych spotkał się z ambasadorem Jordanii w celu przekazania gratulacji i zapewnienia wsparcia na forum ONZ. Radio Kair zaczęło nadawać pieśni patriotyczne. Rzecznik rządu poinformował, że państwa arabskie i Palestyńczycy nie ugną się pod presją izraelską. Rząd syryjski wyraził uznanie dla Jordanii oraz zapewnił o solidarności. Zaznaczył także, że państwa arabskie powinny ustalić teraz wspólną linię polityczną w celu potępienia ataku. Minister Spraw Zagranicznych Iraku zapewnił, że spotka się z reprezentantami państw Rady Bezpieczeństwa ONZ w celu przedstawienia sprawy. W Algierii potępiono „syjonistyczną politykę” i wezwano do spotkania przywódców państw arabskich.
Egipcjanie zaprosili do siebie, na spotkanie z rządem, Arafata jako uznanego przywódcę palestyńskiego ruchu narodowowyzwoleńczego. Ponad to, pozwolili na stworzenie palestyńskiej rozgłośni radiowej, a w lipcu tego samego roku prezydent Naser poleciał wraz z Arafatem do ZSRR, żeby go przedstawić jako palestyńskiego przywódcę.
Mimo ciężkich strat Palestyńczycy ogłosili bitwę jako zwycięstwo. Uważali, że była ona świadectwem wyższości oddziałów nieregularnych nad armią Izraela. Ponadto wykorzystali oni tę bitwę do umocnienia argumentu o potrzebie posiadania własnego państwa, a Palestyńczycy to nie uchodźcy, a naród. Była to pierwsza w historii tak duża bitwa, w której Palestyńczycy walczyli przeciw Izraelczykom. Mimo to Arafat postanowił wycofać bazy palestyńskie w głąb Jordanii .
Jordańczycy podają, że Izraelczycy byli zdruzgotani porażką. Pozostawili rannych i martwych na polu bitwy i wycofali się z Jordanii zaraz po zaproponowaniu zawieszenia ognia przez ONZ. Bitwa stała się symbolem zwycięstwa nad Izraelem, który kilka lat wcześniej zwyciężył w wojnie sześciodniowej. Co roku w Al-Karamie odbywa się spotkanie z królem i Jordańczycy mogą zobaczyć zdobyte uzbrojenie z tamtych dni .

### Reakcje izraelskie
Wobec niekorzystnego przebiegu jeszcze w trakcie operacji Tofet odwołano dowodzącego nią gen. Uziego Narkissa, którego zastąpił gen. Jisra’el Tal . W związku z dużymi stratami poniesionymi w trakcie operacji i porażką wizerunkową armii, gen. Uzi Narkiss musiał w lipcu zrezygnować ze swojego stanowiska dowódcy Dowództwa Centralnego, co zakończyło jego karierę wojskową.
Dla Izraelczyków operacja zakończyła się zwycięstwem. Jednak odbyło się ono zbyt dużymi kosztami. Błędem uznano przekonanie Sztabu Generalnego Sił Obronnych Izraela, że Jordania nie będzie interweniować, a jej armia pozostanie na pozycjach i nie zbliży się do granicy. Ponadto głównym źródłem informacji o Al-Karamie i bazach byli przetrzymywani w więzieniach Palestyńczycy. Między innymi na tej podstawie oszacowano, że w dniu ataku w mieście będzie niewielka liczba bojowników. W rezultacie mogło być ich ok. 2000, ponieważ ostrzeżony wcześniej Fatah przeprowadził rekrutację . Weterani z tamtych dni przyznają, że Al-Karama była przedstawiana im jako mała wioska, a okazała się sporym miasteczkiem, co zmieniało zupełnie sposób walki . Błędem było też zaangażowanie jednostek opancerzonych i pancernych na tak zróżnicowanym i podmokłym terenie.
Bitwa ta jest ukazywana jako jedna z wielu przeciwko palestyńskim organizacjom narodowowyzwoleńczym, wspieranym przez ościenne państwa arabskie . Herzog podaje, że bitwa zwiększyła ilość ataków na cele na Zachodnim Brzegu. Ataki odwetowe na palestyńskie bazy w Jordanii miały przyczynić się do wzrostu antagonizmów palestyńsko-jordańskich, a w rezultacie do starć pomiędzy nimi.
Izraelscy wojskowi uznali, że błędem było wciąganie w walkę armii jordańskiej oraz przekonali się, że organizacji terrorystycznych nie da się pokonać w jednej, długiej bitwie . Lepszym rozwiązaniem byłoby przeprowadzić serię krótkich i punktowych ataków, w których ewentualna pomoc państw arabskich nie mogłaby nadejść wystarczająco szybko.